# Pi-priset

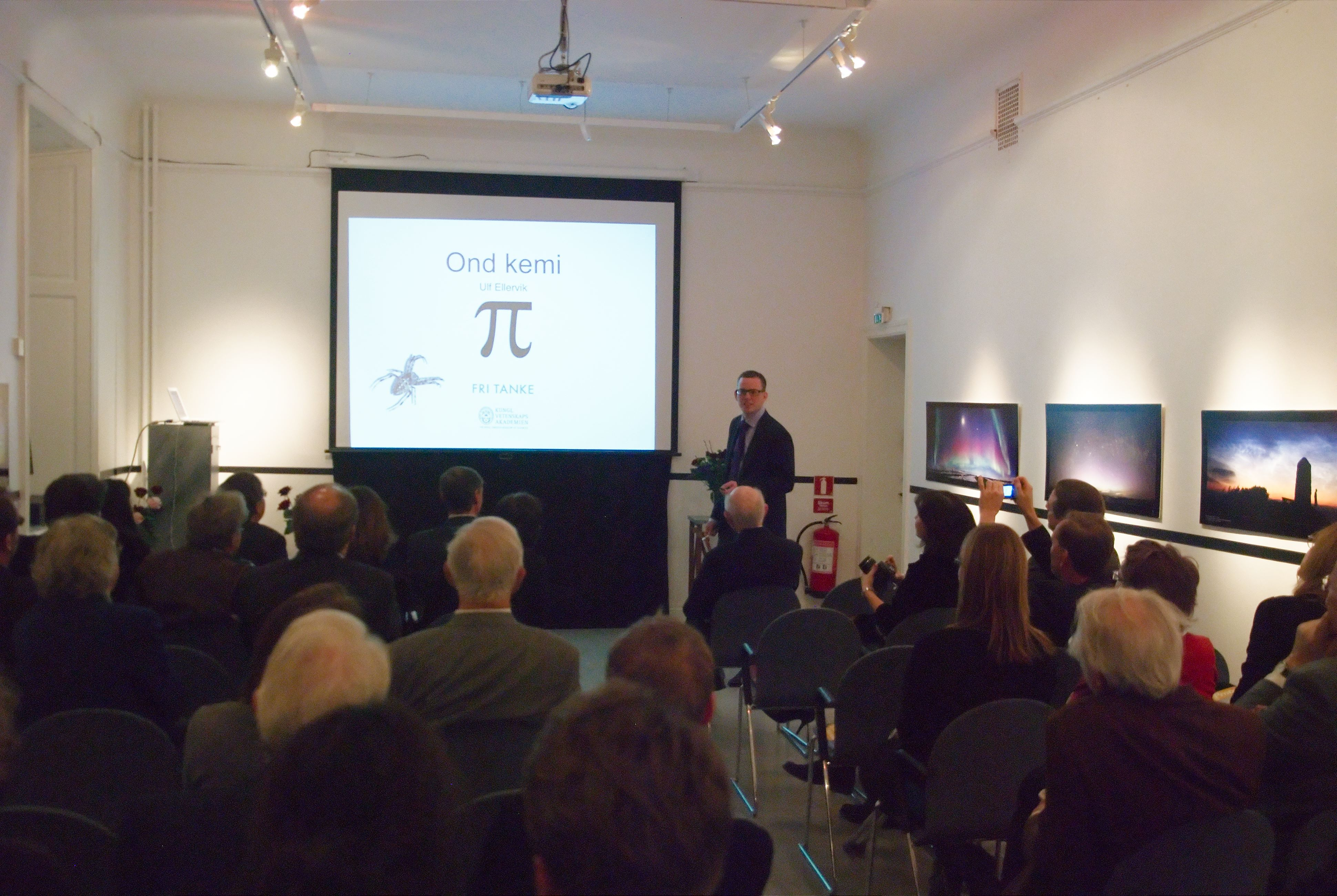
Pi-priset 2010

Pi-priset (π-priset) var ett svenskt litteraturpris instiftat 2009 av Kungliga Vetenskapsakademien 
i samarbete med Fri Tanke förlag.
π-priset delades ut i genren populärvetenskap. Boken ska vara skriven på svenska och hålla hög pedagogisk kvalité samt inspirera till fördjupad fascination för det vetenskapliga förhållningssättet till världen i upplysningstraditionens anda. Prissumman var 314 159 kr. (π=3,14159...)
Till vinnande bidrag för det första året som priset utdelades (2010) utsågs Ulf Ellerviks Ond kemi. Motiveringen lydde:
”Med stor sakkunskap, lätt handlag, entusiasm och glimten i ögat lär författaren oss vad kemi inte bör användas till. Han lyckas genom detta oväntade grepp inte bara varna för missbruk utan också ta oss med på en roande exposé genom kemins dramatiska historia och fascinerande formelvärld. Med den goda folkbildarens pedagogiska klarhet får han läsaren att förstå den enorma betydelse kemin har och har haft för utvecklingen på snart sagt varje område av det moderna samhällsbygget.”
Priset delades ut för tredje och sista gången 2015.

## Pristagare
- 2010 – Ulf Ellervik för Ond kemi
- 2013 – Anders Schultz för Livsmedelsmagi
- 2015 – Göran Frankel för Den själfulla zombien – vetenskapens paradoxala människobild

### Fotnoter
1. 1 2 3  ”Pi-priset”. Fri Tanke. Arkiverad från originalet den 31 december 2012. https://web.archive.org/web/20121231181242/http://www.fritankesmedja.se/pi. Läst 25 februari 2016.
2. ↑  ”Pi-priset”. Kungl. Vetenskapsakademien. https://www.kva.se/priser/ovriga-priser/pi-priset/. Läst 16 november 2023.